# Microsoft Message Queue Server
Microsoft Message Queue Server (MSMQS) ist ein Windows-Systemdienst der Microsoft Message Queuing (MSMQ), einer Warteschlange für Windows-Betriebssysteme, bereitstellt.
Mithilfe dieses Produkts können zwei Anwendungen miteinander kommunizieren, selbst wenn die Zielanwendungen nicht erreichbar sind, etwa weil sie sich auf einem anderen Computer befindet, der momentan nicht in Betrieb ist. Dazu werden die Daten gespeichert und ausgegeben, sobald die Zielanwendung wieder erreichbar ist. Dies ist zum Beispiel für sicherheitskritische Anwendungen wichtig, wenn Nachrichten auf jeden Fall ankommen müssen.
Nur die erste Version vom Microsoft Message Queue Server wurde als separates Produkt verkauft. Seit Windows 2000 ist der Message Queue Server Bestandteil des Betriebssystems.